# سكايلر وايت
سكايلر وايت (بالإنجليزية: Skyler White)‏ (ني لامبرت) هي شخصية خيالية في المسلسل الدرامي الأمريكي Breaking Bad الذي عرض على قناة AMC.

## سيرة الشخصية
كان لسكايلر على مدى سنوات العديد من مصادر الدخل الضئيلة: عملت محاسبة في شركة بينيكي فابريكتر في ألباكوركي، وكتبت قصصًا قصيرةً، وباعت عناصر على موقع إيباي. أنجبت هي وزوجها، والتر وايت (بريان كرانستون)، ابنًا، اسمه والتر الابن (آر جي ميت)، مصاب بشلل دماغي، وابنة رضيعة، اسمها هولي (إيلانور آن وينريش). أختها هي ماري (بيتسي براندت)، متزوجة من عميل دي إي إيه، هانك شريدر (دين نوريس). سكايلر أصغر من والتر بـ11 سنة تقريبًا، التقيا عندما كانت مضيفة في مطعم بالقرب من عمل والت السابق، بجانب مخبر لوس ألاموس الوطني.

### الموسم الأول
كانت سكايلر في منتصف حملها بهولي عند بداية عرض المسلسل. عندما شُخّص والت بسرطان رئة في مراحله الأخيرة، لم يخبر عائلته في البداية. عندما علمت سكايلر بتشخيصه تحطمت نفسيًا بسبب الأخبار واستاءت من إخفاء والت الأمر عنها. أصبحت علاقتهما متوترة، بسبب تردد والت في رغبته بالعلاج وبسبب غيابه غير المفسر بعد التشخيص. اكتشفت سكايلر علاقة والت مع تلميذه السابق، جيسي بينكمان (آرون بول)، فواجهت جيسي في منزله. عندما واجهت والت، ادعى بأن جيسي يبيع له المارجوانا. بدأ والت طبخ الميثامفيتامين مع جيسي بدون علم سكايلر بهدف ضمان أمان مالي لعائلته بعد وفاته.
واجهت سكايلر مشاكل أخرى أيضًا. عندما قدمت ماري لها تاجًا غاليًا من الذهب الأبيض في حفلة استحمام الطفلة هولي، حاولت سكايلر إعادته  إلى محل المجوهرات، لتعلم عندها بسرقة أختها -المصابة بهوس السرقة- له. احتجز صاحب المحل سكايلر إلا أنها هربت من الاعتقال عن طريق تزييفها لآلام المخاض. تسبب الحادث بمشاكل جدية في علاقتها مع ماري، التي رفضت بشدة إقرارها القيام بأي شيء خاطئ.

### الموسم الثاني
عندما اختُطف والت من قبل توكو سالامنكا (رايمنو كروز) أحد كبار تجار المخدرات المكسيكيين، نظمت عائلته -غير العارفة بعلاقة والت بنشاطاته الإجرامية -بحثًا عنه بصفته شخصًا مفقودًا. بعدما هرب والت، زيف «حالة فقدان ذاكرة»، مدعيًا عدم تذكره للأيام القليلة الماضية. استمر زواجهما بالتدهور بسبب غياب والت المستمر، وصولًا إلى نقطة رفضت فيها سكايلر الحديث معه. اضطربت سكايلر أيضًا بسبب رفض والت جهود ابنه في جمع المال من أجل علاجه من السرطان، غير مدركين أن المال في الحقيقة هو غسيل لأموال المخدرات من محامي والت الفاسد، سول غودمان (بوب أودينكريك).
مع استمرار عدم معرفة سكايلر بعمل والت بالميث، اعتقدت أن عمله قد أضعف أموال الأسرة فعادت إلى عملها السابق كمحاسبة عند تيد بينيكي (كريستوفر كوزينز)، الذي استقالت من عنده سابقًا بسبب تحرشاته الجنسية. اعتمدت سكايلر على تيد بصورة متزايدة من أجل تقديم الدعم العاطفي لها بينما كان زوجها يكبر بعيدًا، تسترت أيضًا على احتيال تيد الضريبي على مضض. أنجبت سكايلر بعد فترة قصيرة ابنتها هولي، وغاب والت عن هذه المناسبة، بسبب اضطراره حضور بيعة ميث مع أحد كبار تجار المخدرات يدعى غاس فرينغ (جيانكارلو اسبوزيتو).
أثار وجود هاتف خلوي ثان مع والت ارتياب سكايلر، إلا أن والت نكر التهمة بشدة. على أي حال، بينما كان والت يُعالج بالأدوية قبل خضوعه لجراحة استئصالية للسرطان، اعترف بخلاف ذلك من خلال قوله: «أي واحد؟»، عند إجابته سؤال سكايلر حول جلبه لهاتفه الخلوي. بعد تحسن والت، واجهته سكايلر بالأمر وتركته عندما كذب بشأنه.

### الموسم الثالث
انتقل والت من المنزل في الجزء الثالث. حضرت سكايلر إلى شقته، واستنتجت عمله في تجارة المخدرات. عندما واجهت والت بفكرتها حيال عمله في بيع الكوكايين، اعترف بدلًا من ذلك بعمله في طبخ الميث. طلبت سكايلر الطلاق مقابل صمتها عن أنشطة والت الإجرامية. كان منطق سكايلرفي التزامها الصمت متعلقًا بأمرين: الأول عدم رغبتها بمعرفة أولادها عن حياة أبيهم المزدوجة، الآخر خشيتها من تسبب اعتقال والت بتدمير حياة هانك المهنية كعميل في دي إي إيه. طلبت من والت أيضًا الانتقال من منزل العائلة. عندما عاد والت إلى المنزل متحديًا سكايلر، انتقمت منه بقيام علاقة غرامية مع تيد، وإخبار زوجها عن خيانتها له بكل برود.
على الرغم من انهيار زواج سكايلر ووالت، إلا أن سكايلر سمحت لوالت العناية بهولي ودافعت عن بعض نشاطاته عن طريق محاميها، الذي طلب منها أن تترك والت حالًا. وجدت لاحقًا أن والت قد وقع على ورقة طلاقهما وغادر المنزل نهائيًا. عندما جاء تيد إليها وحاول تبيان طبيعة مشاعر سكايلر، رفضت سكايلر إجابته وطلبت منه المغادرة.
بعد تعرض هانك لضربة فاشلة من قبل عصابة مكسيكية، أخبرت سكايلر ماري أن والت قد جمع الملايين من خلال عد الأوراق في ألعاب جاك باك تحت الأرض وعرضت عليها دفع تكلفة العلاج الفيزيائي لهانك. اعترفت لاحقًا لوالت بعدم ملئها أوراق الطلاق، وبدأت شيئًا فشيئًا العمل بطريقتها في نشاطاته الإجرامية مع تذكيره بعدم إمكانية إجبار الزوجين على الشهادة ضد بعضهما. اقترحت سكايلر على والت غسيل أموال المخدرات من خلال شراء مغسل سيارات كان يعمل به سابقًا، وعرضت عليه أن تتولى هي دفاتر الحسابات.